# Escó
Escó o Esco, como lo conocen sus pobladores (en aragonés), es un pueblo de la comarca de la Jacetania, provincia de Zaragoza, Aragón (España) junto al pantano de Yesa y en las proximidades de Sigüés, municipio del que forma parte.

## Urbanismo
La población se sitúa a la falda del cerro que los habitantes llamaban "El Calvario" en una disposición similar a una media luna, estando dividida la población en dos barrios, Alto y Bajo, en el que se agrupaban unas 60 casas vertebradas por tres calles, Alta, Media y Baja.

## Historia
Aunque hay noticias arqueológicas que sitúan el inicio del poblamiento de la zona en la Edad del Bronce aún no se han realizado intervenciones arqueológicas exhaustivas, siendo las primeras menciones textuales en el siglo X, siendo donadas las tercias de la población al Monasterio de Leire en el año 1047 por el rey García III Sánchez.
En los años 1960 la mayor parte del término fue expropiado (junto con los de Ruesta y Tiermas) para la construcción del embalse de Yesa, con lo que el pueblo inició su declive. Pero no está despoblado, en él todavía habitan 3 vecinos y 3 perros en una de las casas que aun quedan en el pueblo.

## Geografía

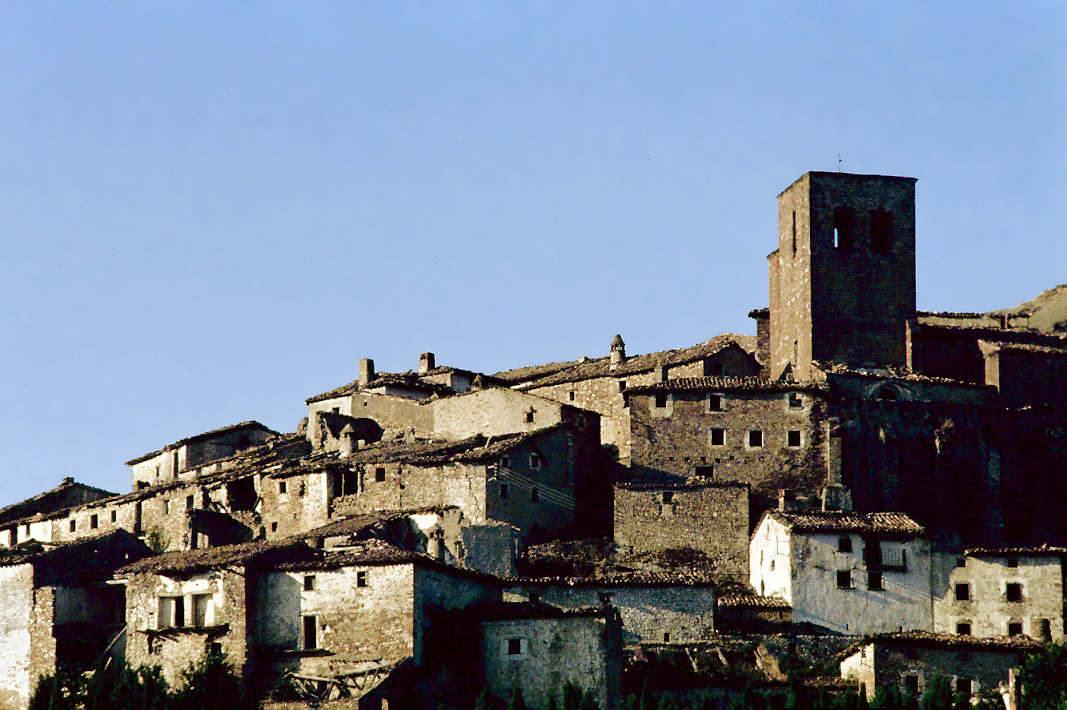
Escó en 1982

Escó se encuentra situado junto al embalse de Yesa, que represa las aguas del río Aragón, en la ladera sur de la sierra de Leyre, que marca el límite de la provincia de Zaragoza con Navarra y que forma parte de las primeras estribaciones del Pirineo, sobre la falda de una colina con una despejada y amplia vista hacia el sur, tanto hacia el llano hoy ocupado por el embalse como hacia sierra Nobla, que ocupa la orilla sur del embalse, adivinándose en la lejanía la sierra de la Sarda y la sierra de Santo Domingo.

## Geografía humana

### Demografía
| Gráfica de evolución demográfica de Esco entre 1842 y 1960 |
| |
| Población de derecho según los censos de población del INE Población de hecho según los censos de población del INEEntre el censo de 1970 y el anterior, este municipio desaparece porque se integra en el municipio 50245 (Sigüés) |

### Comunicaciones
Por el llano, a pie y a escasos metros de la población, discurre la carretera N-240, en el tramo que conecta Berdún con Liédena, ya en Navarra. No existen actualmente otras vías de comunicación.

## Patrimonio

### Patrimonio religioso

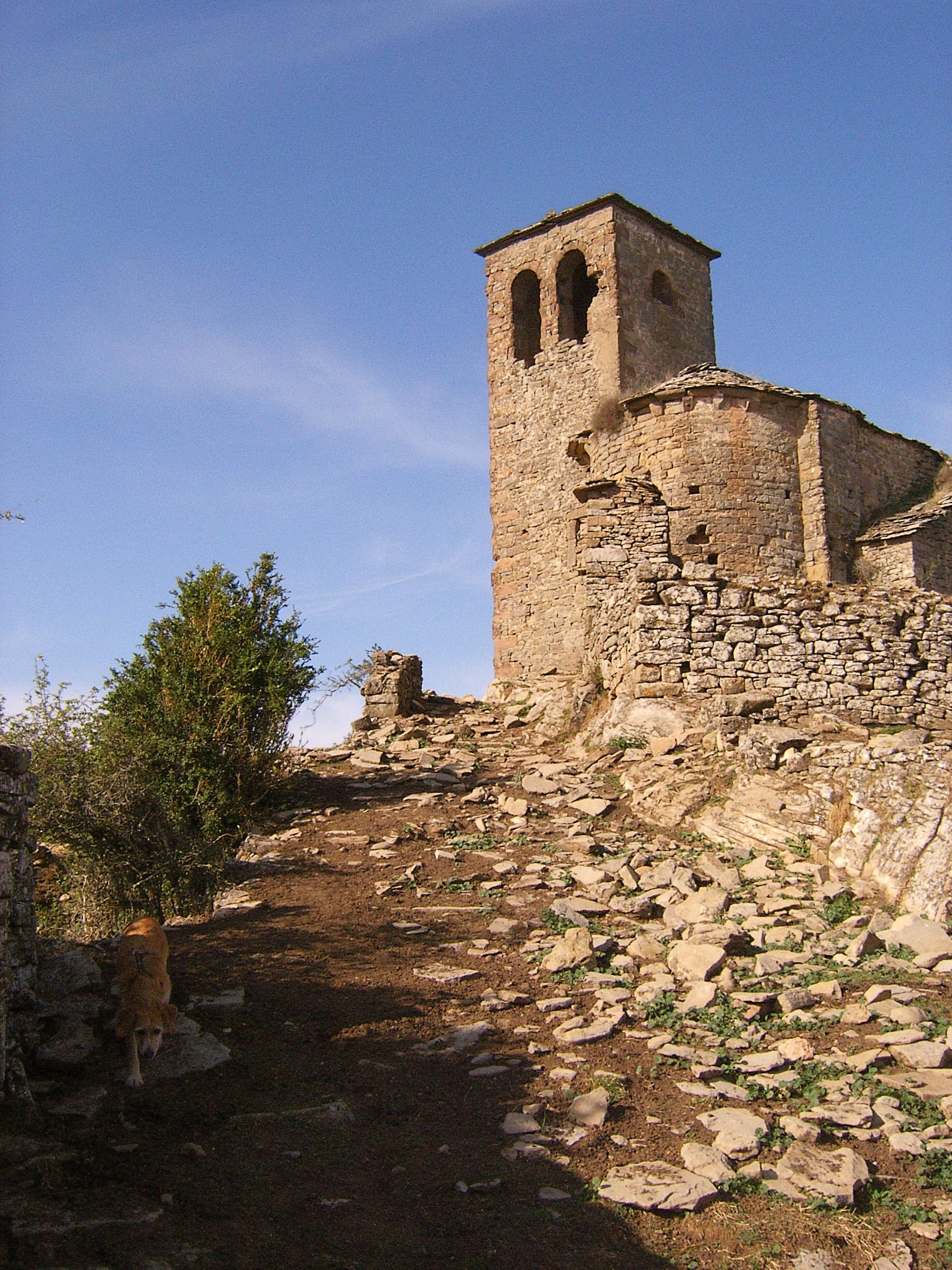
Vista del campanario y ábside del templo de San Miguel Arcángel

#### Iglesia de San Miguel Arcángel
Se trata de un templo románico en actual estado de ruina de una sola nave orientada litúrgicamente cubierta con bóveda de cañón apuntado reforzado con dos arcos fajones que  se apoyan en los muros y que dan paso a un tramo recto de pequeño tamaño y una cabecera semicircular con un ventanal aspillado con derrame interior que ocupa su sección central, en el primer tramo se encuentran dos capillas laterales bajo arcos de medio punto y cubiertas con bóvedas de arco cuatripartitas que forman parte de los añadidos posteriores en la ampliación del siglo XVI, mientras la sacristía se encuentra del lado de la epístola bajo una bóveda de crucería con dos, aunque se ha mantenido su acceso en el muro sur, que tres arquivoltas lisas de medio punto sobre una sencilla imposta de nacela.
El templo cuenta con un pórtico apoyado sobre una terraza avanzada reforzada con tres contrafuertes y que cuenta con dos arcos como acceso al mismos, estando uno ligeramente rebajado y el otro es de medio punto, al igual que cuenta con un campanario en el lado de la epístola junto a la cabecera de planta cuadrada con dos vanos en cada lado del cuerpo donde se ubicaron las campanas.
El patrimonio mueble del templo se trasladó a Jaca, estableciéndose su retablo en la Iglesia del Inmaculado Corazón de María, mientras que la pila bautismal, pila benditera y hasta un sillón del siglo XVII se encuentran en el Museo Diocesano de Jaca.

#### Ermita de la Virgen de las Viñas
Se trata de un templo construido en el siglo XVII y recientemente restaurado de una sola nave rectangular con paredes revocadas sin vanos y con cabecera recta, mientras que la entrada se encuentra en el hastial meridional y cierra con un tejado a dos aguas realizado en teja árabe.
En su interior también está revocado pero el suelo es de terracota y tiene integrados varios restos posiblemente de época romana como un fuste de columna o la propia pila de bautizar que aparenta estar reutilizada.
Contaba con un retablo barroco original pero que fue destruido al igual que era el destino de una romería realizada el 8 de septiembre, por el dia de la Natividad, aunque actualmente los antiguos vecinos se reúnen el 1 de mayo.

## Fiestas
Las fiestas principales de la población se realizaban el 29 de Septiembre por San Miguel aunque debido a la cantidad de trabajo en el campo debido a la cosecha a mediados del siglo XX se trasladó al 30 de noviembre para San Andrés.
A pesar de esta celebración principal también contaban con romerías como la de la Virgen de las Viñas y la actual reunión de vecinos cada 1 de mayo.